# Bruno Peres
Bruno da Silva Peres (ur. 1 marca 1990 w São Paulo) – brazylijski piłkarz występujący na pozycji obrońcy w brazylijskim Athletico Paranaense.

## Kariera piłkarska
Bruno Peres jest wychowankiem Audax São Paulo.
Z klubu był trzykrotnie wypożyczany do zespołu Bragantino, Guarani i Santosu. W 2013 roku, po zakończeniu wypożyczenia, został wykupiomy przez Santos. W 2014 zawodnik przeniósł się do Europy zostając piłkarzem włoskiego Torino, gdzie występował przez trzy lata, z roczną przerwą na wypożyczenie do AS Romy. Po raz drugi w karierze, po zakończeniu okresu wpożyczenia został wykupiony przez klub, zostając piłkarzem stołecznej Romy.  W rzymskim klubie spędził cztery lata, dwukrotnie będąc wypożyczanym do brazylisjkiego São Paulo i Guarani.
Od lipca 2021 jest piłkarzem tureckiego Trabzonsporu

## Sukcesy
Santos
- Recopa Sudamericana: 2012